# 深水埗天后廟
22°19′42″N 114°09′35″E / 22.32845°N 114.15985°E

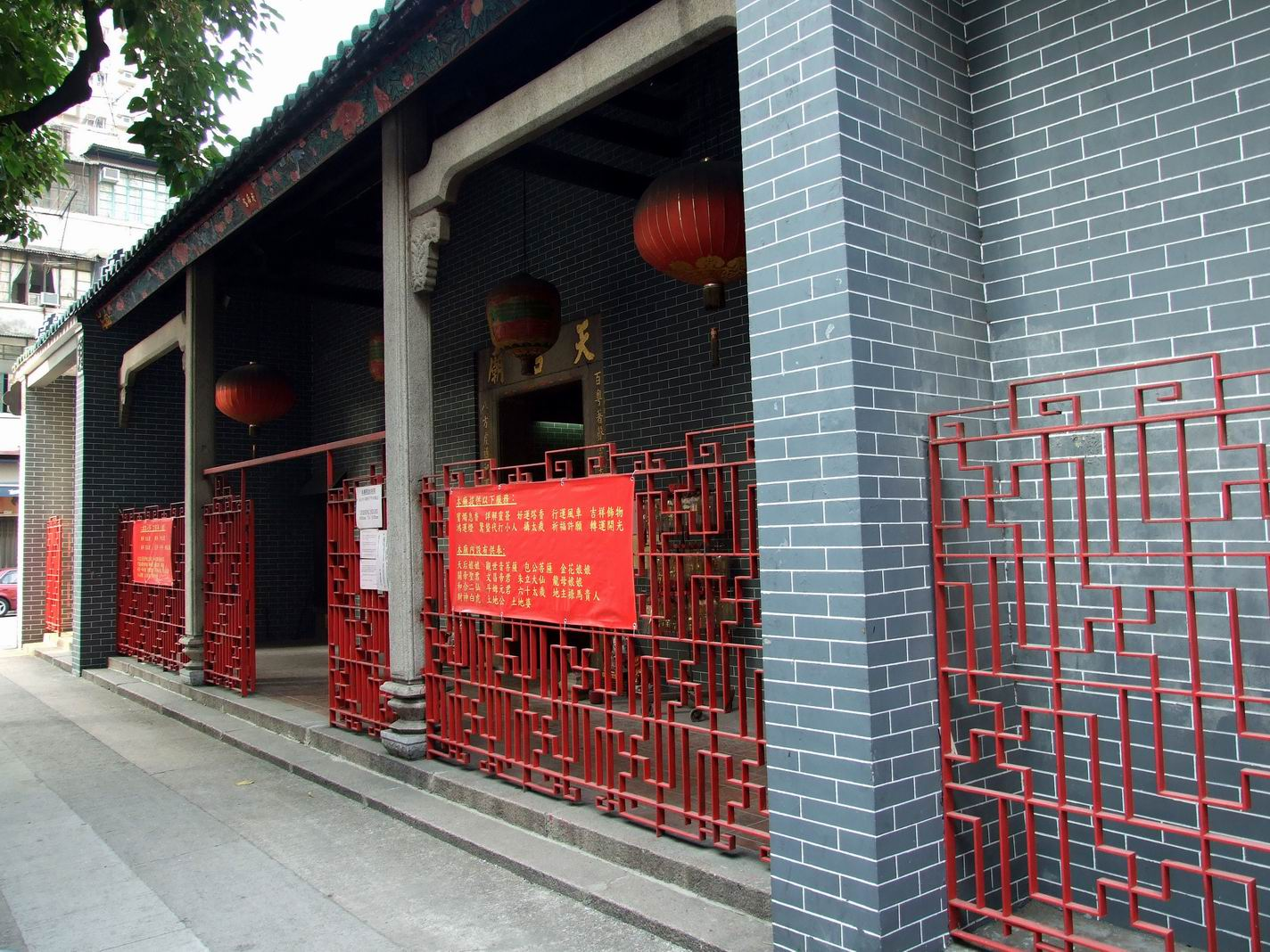
深水埗天后廟

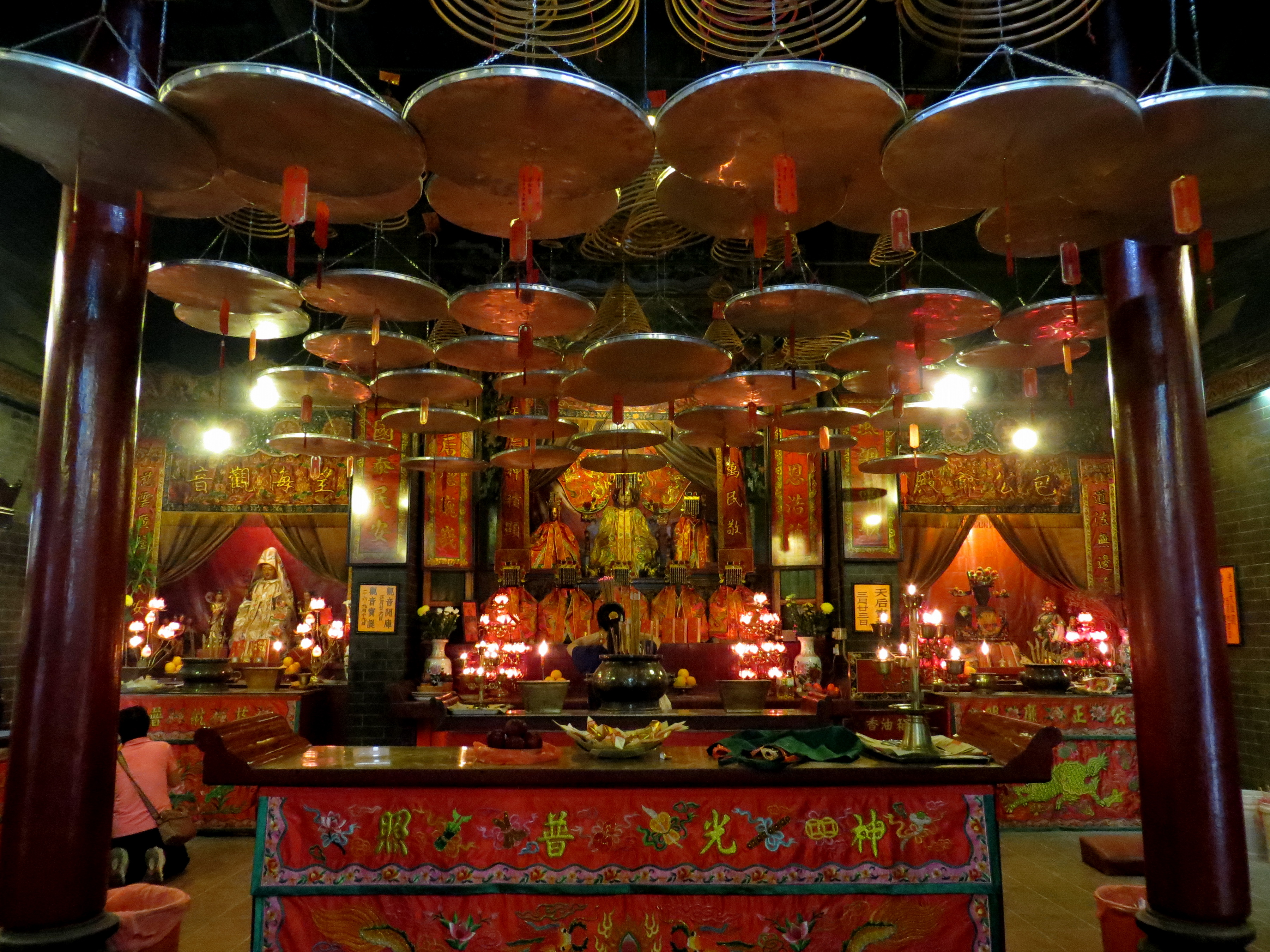
深水埗天后廟內貌

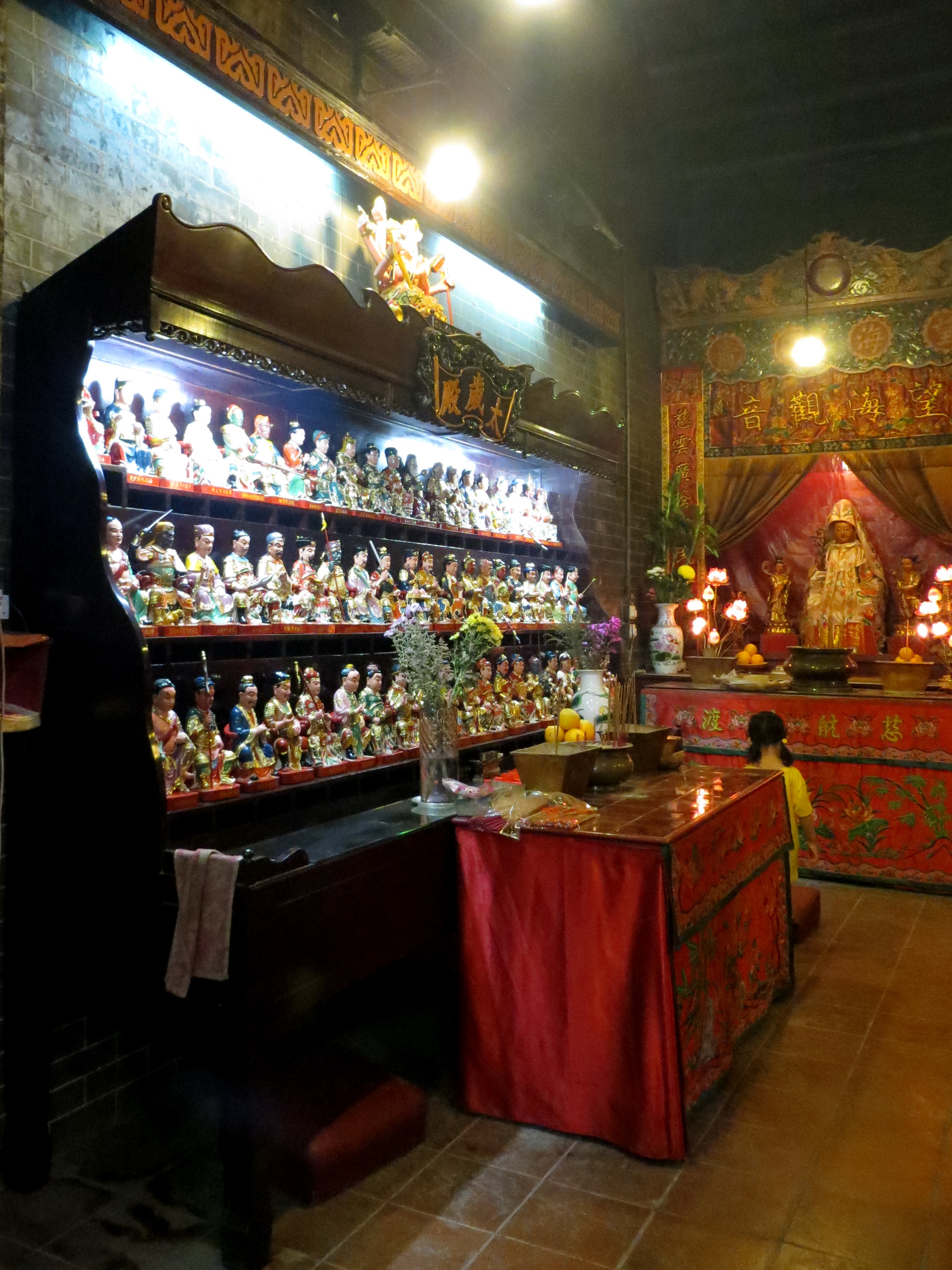
深水埗天后廟内的太歲殿

深水埗天后廟是香港的一座天后廟，位於九龍深水埗醫局街，座北向南。廟宇建於清朝光緒27年（1901年），並曾於1990年重修。廟宇現時由華人廟宇委員會管理。
深水埗天后廟除了奉祀媽祖外，還有包公、觀音、關帝及太歲等神祇。廟內存有民國2年（1913年）的門聯及民國四年（1915年）的銅鐘。中門門框兩旁刻有「百粵著聲靈大道為公鍚福自天宏啟宇；八方虔禱祀群生在宥臚歡薄海慶安瀾」的對聯。廟內曾設深水埗公立醫局。

## 外部連結
- . 華人廟宇委員會網站. 2011-11-07  [2012-08-01]. （原始内容存档于2021-02-04）.